# 日本包括歯科臨床学会
日本包括歯科臨床学会（にほんほうかつしかりんしょうがっかい、The Japan Denture Care Society）は、筒井昌秀・筒井照子が開催している筒井塾の臨床コンセプトを継承する2つの研究会が合併することでできた専門学術団体。

## 概要
2012年、咬合療法研究会とJapan Academy of Comprehensive Dentistryが合併することで設立。

## 本部事務局
- 〒112-0014 東京都文京区関口1-45-15 日火江戸川橋ビル第１-104

## 大会等
| 年     | 月日            | 名称                             | 会長   | 会場                       | テーマ | 参加者数 | 備考  |
| ------ | --------------- | -------------------------------- | ------ | -------------------------- | ------ | -------- | ----- |
| 2012年 | 12月15日～16日  | 日本包括歯科臨床学会設立記念総会 | 倉田豊 | ベルサール飯田橋ファースト |        | 500名    | [ 2 ] |
| 2013年 | 8月31日～9月1日 | 第2回包括歯科臨床学会総会        |        | 神戸国際会議場             |        |          | [ 3 ] |